# 盧奇諾湖
盧奇諾湖是俄羅斯的湖泊，位於蘇多姆斯卡亞高地，由普斯科夫州負責管轄，面積2.9平方公里，集水區面積32.8平方公里，平均水深2.9米，最大水深4.5米，海拔高度197.4米，湖中有6個島嶼。